# カール・ヘラー
カール・ヘラー（Karl Höller 1907年7月25日 - 1987年4月14日）は、ドイツの作曲家。

## 経歴
バイエルンのバンベルク出身。父のヴァレンティン・ヘラーは40年にわたってバンベルク大聖堂のオルガン奏者を務め、祖父と曾祖父はヴュルツブルク大聖堂のオルガニストだった。叔母のグレーチェンはヴュルツブルク初の女性オルガニストだった。一方、母は歌手で、母方の祖父は合唱指揮者だった。幼時よりオルガンの才能を示し、6歳で合唱隊員となり、さらにピアノ、オルガン、チェロを学んだ。やがてヴュルツブルク音楽大学に進んでヘルマン・ツィルヒャーに作曲を学び、その後ミュンヘン音楽アカデミーでヨーゼフ・ハースに作曲を、ジークムント・フォン・ハウゼッガーに指揮を学んだ。卒業後は、1933年から1937年までミュンヘン音楽アカデミーで、1937年から1946年までフランクフルト音楽大学で、1949年から1972年までミュンヘン音楽大学で教壇に立った。この間1954年から1972年までミュンヘン音楽大学学長を務めた。
作品はパウル・ヒンデミット、ハンス・プフィッツナー、マックス・レーガーの印象を受けており、ポリフォニーと色彩的で印象主義的な和声が特徴的である。

## 文献
- Helmut Wirth: Artikel über Karl Höller in den Musiklexika MGG (1957/2003) und The New Grove (1995/2001)
- Alexander L. Suder (Hrsg.): Karl Höller (Monografie über den Komponisten, mit Beiträgen von Axel Flierl, Christoph Gaiser, Anton Würz und Klemens Schnorr; Bd. 50 der Reihe Komponisten in Bayern), Tutzing 2007, ISBN 9783795212278
- Ursula Stürzbecher: Werkstattgespräche mit Komponisten (darin Kapitel über Karl Höller S. 214-225), dtv, 2. überarbeitete Auflage, München 1973, ISBN 3423009101